# 牛津 (緬因州普查規定居民點)
牛津（英語：Oxford）是位於美國緬因州牛津縣的一個普查規定居民點。

## 人口
根據2020年美國人口普查的數據，牛津的面積為23.17平方千米，當中陸地面積為21.47平方千米，而水域面積為1.70平方千米。當地共有人口1294人，而人口密度為每平方千米55.85人。